# 社会人基礎力
社会人基礎力（しゃかいじんきそりょく）とは、職場や地域社会などで仕事をしていく上で重要となる基礎的な能力を指す。経済産業省が提唱している概念である。

## 概要
2005年から2006年に経済産業省の経済産業政策局産業人材制作室が有識者を集めて開催した「社会人基礎力に関する研究会」（座長諏訪康雄）をもとに、読み書きを含む基礎学力と、職業知識や資格など専門知識に加えて、職場や地域社会で活躍をする上で必要になる第3の能力として社会人基礎力が定義された。
「前に踏み出す力」、「考え抜く力」、「チームで働く力」の3つを社会人基礎力の核としている。
社会人基礎能力の高い者にはチャレンジ精神やコミュニケーション能力などといった就職活動の際に企業の採用担当者が特に重要視しているスキルが身についているとされる。
2009年から経済産業省は社会人基礎力育成グランプリというイベントを実施している。
「前に踏み出す力」、「考え抜く力」、「チームで働く力」の3つの能力と主体性、働きかけ力、実行力、課題発見力、計画力、創造力、発信力、傾聴力、柔軟性、情況把握力、規律性、ストレスコントロール力の12の能力要素で構成されている。

## 背景
1990年代頃から2000年代にかけて、IT化の進展など、産業構造の転換によって、終身雇用制度の崩壊や非正規雇用の増大など、日本の雇用環境は大きく変化し、それまでOJTなど企業内の研修に多くを負っていた人材養成システムは大きな変化を迫られるようになった。企業はいわゆる即戦力の採用を求める傾向が強まっている。
その一方で、少子化を背景とした高学歴化によって、専修学校や職業高等学校など専門教育課程において職業教育を受けようとする学生は年々減少しており、学校教育を通じたキャリア教育も再編を迫られている。地域社会の衰退によって、地域で行う教育が個人の成長の中で占める比率も小さくなっており、家庭や学校が職業教育においてどのような役割を果たすことができるかがあらためて問われている。
リクルートをはじめとして就職支援に特化した企業も出現する中で、就職活動（"就活"）の方法も従来とは大きく異なってきており、就職面接時の立ち居振る舞いについてもマニュアル化が進んでいると言われ、企業の採用担当者も何を基準に採用すればよいか戸惑うことも多い。
それまでの学校の就職支援室や進路指導室が行っていたような、高卒者や大卒者の就職率を高めるための就職口の紹介にとどまらず、雇用のミスマッチなどを原因にした離職率の上昇をとどめるために、単なる職業教育を超えて、ストレス耐性や環境適応力、創造性の発揮など、職業的能力の高度化を実現することが課題となっている。

## 批判
社会人基礎力という言葉はまだ十分に普及しているとはいえない。2008年に20代の社会人を対象に行われた調査では認知度はわずか3.5％にとどまった。経済産業省では、各大学に呼びかけたり、社会人基礎力育成グランプリを開催するなどして、概念の普及に取り組んでいる。最近では、就職支援関連企業でも、経済産業省の呼びかけに応じて、社会人基礎力の概念を軸に据えて、教育に関する提言を行うケースも出てきている。
社会人基礎力育成に対する疑問や、概念そのものへの批判も数々出されている。大学の教育プログラムの中に社会人基礎力の育成を含めることは、大学教育の根幹を大きく変えるものとなる可能性があるが、その点が十分に議論されているとは言えない。社会人基礎力という概念そのものが、産業界の要請に応えるという面が強く、個人の人格的成長にとって果たす役割が明確化されていない。その反面、規格化された社会人基礎力なるものが、実際の仕事の上でどこまで役に立つかについても明らかになっているとはいえないといったものである。

## 社会人基礎力育成グランプリ[1]
社会人基礎力育成グランプリとは、経済産業省が提唱する社会人基礎力の概念に基づき、大学生チームが授業の課題などを通じて、社会人基礎力をどれだけ伸ばせたかを競う大会である。
大賞
- 2020年度 創価女子短期大学 - 児童虐待で苦しむ親子を救うための「児童相談所虐待対応ダイヤル189」の普及活動
- 2019年度 創価大学 - 在宅介護者が精神的に健康で介護できる社会の実現を目指して
- 2018年度 創価女子短期大学 - 文通による不登校支援～Let’sアナログマジック～
- 2017年度 福岡女学院大学 - 世界一の非売品　エアライン業界実践研修　CLASS J
- 2016年度 拓殖大学 - 瀬戸内海に浮かぶ、広島県呉市の三角島活性化を目的とした地方創生活動
- 2015年度 大阪工業大学 - 未来エネルギー機器開発で学生チームが世界の強豪に挑戦
- 2014年度 創価大学 - 男女が共に働き、共に育む社会へ
- 2013年度 中京大学 - 地元の化粧品製造企業との産学連携プロジェクトを通じた社会人基礎力育成の取り組み
- 2012年度 大阪工業大学 - なにわの町工場で鍛えられた社会人基礎力[2]
- 2011年度 福岡女学院大学 - 最大の消費者であるわたし達学生が行った、学内における最良な飲食施設の提案－ながく居たくなる場－
- 2010年度 多摩大学 - 日本大好きプロジェクト
- 2009年度 流通科学大学 - 産学連携弁当の開発
- 2008年度 大阪工業大学 - 人工衛星の作成
- 2007年度 山梨学院大学 - 地域ブランドの企画提案

## 注
1. ↑  “人生100年時代の社会人基礎力育成グランプリ”. 一般社団法人 社会人基礎力協議会. 2022年2月7日閲覧。
2. ↑  https://www.wakuwaku-catch.com/社会人基礎力/topics基礎力グランプリ2013